# Edmond Duvernoy

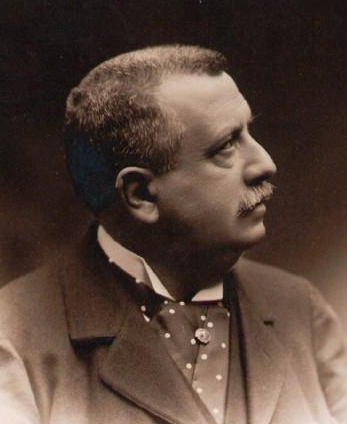
Edmond Duvernoy

Edmond Duvernoy (* 16. Juni 1844 in Paris; † 12. Januar 1927 ebenda) war ein französischer Opernsänger (Bariton) und Gesangspädagoge.

## Leben
Edmond Duvernoy wurde von seinem Vater, dem Sänger Charles-François Duvernoy, ausgebildet. 1872 debütierte er an der Opéra-Comique in der Rolle des Mercutio in Charles Gounods Roméo et Juliette. 1875 sang er in der Uraufführung von Georges Bizets Oper Carmen die Partie des Moralès.
Bei einer Privataufführung von Jacques Offenbachs Hoffmanns Erzählungen 1879 in dessen Wohnung begleitete er seine Frau, gleichfalls eine Opernsängerin, die die weiblichen Hauptrollen übernommen hatte, am Klavier.
Von 1887 bis 1910 war Duvernoy Gesangsprofessor am Conservatoire de Paris. Zu seinen Schülerinnen zählten u. a. die Sopranistinnen Aino Ackté, Antoniette Laute-Brun und Anna Edström.
Bekannte Schüler von Edmond Duvernoy waren Agustarello Affre, José Delaquerrière, Pauline Donalda, Oskar Braun und Hariclea Darclée, Puccinis Tosca der Uraufführung (1900).